# 鮑德溫鎮區 (明尼蘇達州舍本縣)
鮑德溫鎮區（英語：Baldwin Township）是位於美國明尼蘇達州舍本縣的一個行政鎮區。

## 歷史
鮑德溫鎮區於1858年成立，得名自後來成為明尼蘇達州參議員的縣政府專員弗朗西斯·尤金·鮑德溫（Francis Eugene Baldwin）。

## 地方資料
鮑德溫鎮區的面積為89.90平方千米，當中陸地面積為85.41平方千米，而水域面積為4.49平方千米。根據2020年美國人口普查的數據，當地共有人口7104人，而人口密度為每平方千米79.02人。